# Clusia mayana
Clusia mayana là một loài thực vật có hoa trong họ Bứa. Loài này được Lundell mô tả khoa học đầu tiên năm 1976.